# Dyffryn Llynfi and Porthcawl Railway
Die Dyffryn Llynfi and Porthcawl Railway war eine britische Eisenbahngesellschaft in Südwales.
Die von örtlichen Landbesitzern und Unternehmern gegründete Gesellschaft erhielt am 10. Juni 1825 das Recht zum Bau einer Pferdeeisenbahn von den Kohlegruben in Dyffryn nach Porthcawl. Dort erbaute die Gesellschaft einen Hafen. Die rund 27 Kilometer lange Strecke wurde in der Spurweite von 1397 mm (4 foot, 7 inch) errichtet. Der erste Abschnitt bis Garnlwyd wurde 1828 eröffnet. 1830 verlängerte man die Strecke im Llynfi-Tal bis ans Talende bei Coegnant. 1845 dauerte eine Fahrt auf der Strecke 6 Stunden. Jährlich wurden 31.750 Tonnen Kohle und 21.300 Tonnen Eisen exportiert. Der Hafen Porthcawl erhielt bald Konkurrenz von den Häfen in Port of Talbot und Barry. Am 22. Juli 1847 übernahm die Llynvi Valley Railway die Gesellschaft.